# Chonosöarna

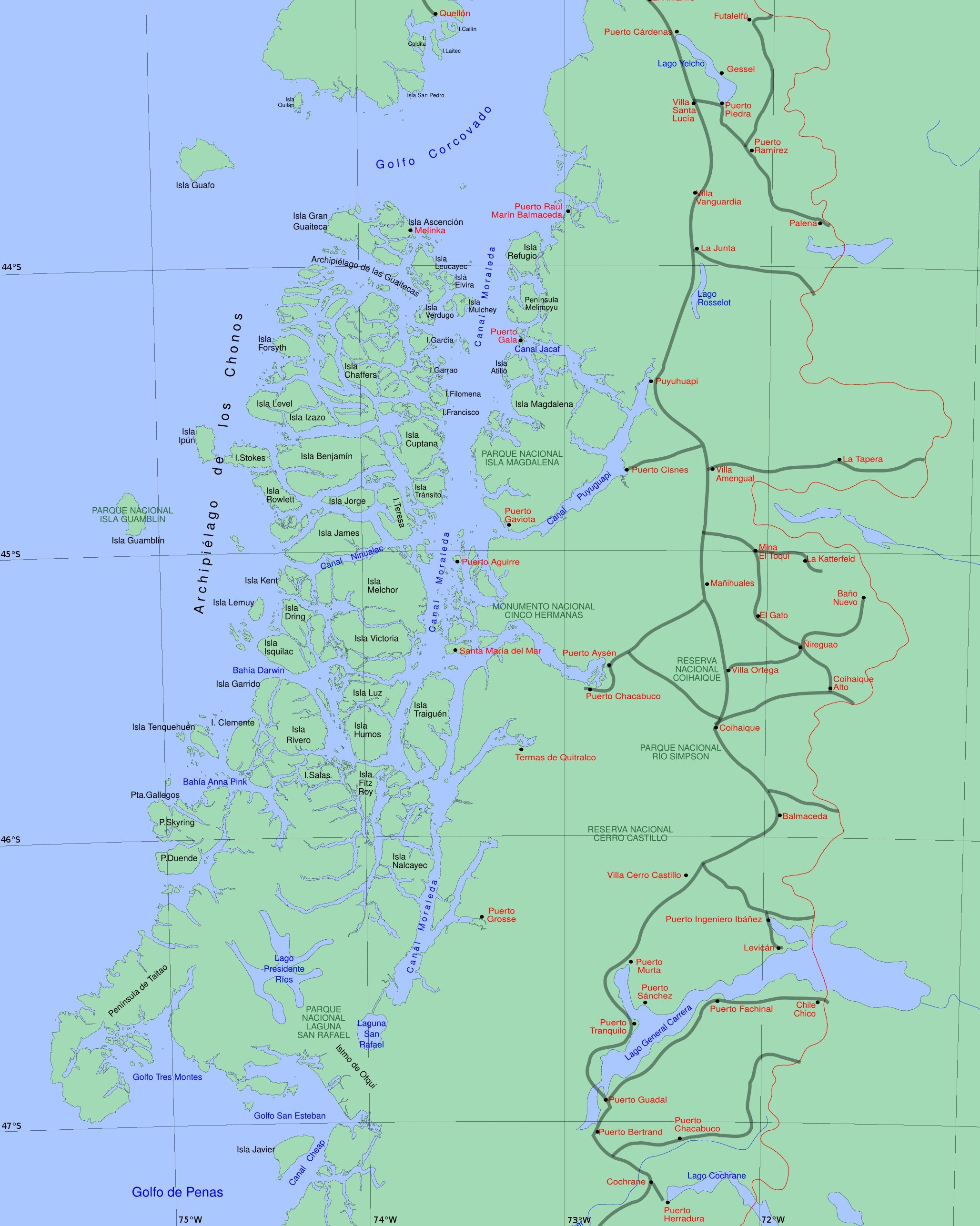
En karta som visar Región de Aisén med Chonosöarna.

Chonosöarna, spanska Archipiélago de los Chonos, även kallad Chonosarkipelagen, är en patagonsk ögrupp i Stilla havet som hör till Chile. Ögruppen ligger i Región de Aysén och omfattar cirka 45 större öar och 1 000 mindre skär vilka skiljs från chilenska fastlandet av Moraledakanalen. Norr om Chonosöarna ligger ön Chiloé och söder om ögruppen ligger halvön Taitao. Ögruppens enda större samhälle är Melinka.